# UP (ピーター・ガブリエルのアルバム)
『UP』は、イギリスのミュージシャン、ピーター・ガブリエルが2002年に発表した、サウンドトラックを除けば7作目のスタジオ・アルバム。日本で先行発売された。

## 背景
純粋な新作スタジオ・アルバムとしては『Us』以来10年ぶりで、本作のためのセッションは1995年より始まり、約130曲の中から10曲に絞り込まれた。「シグナル・トゥ・ノイズ」ではカッワーリー歌手のヌスラト・ファテー・アリー・ハーンのボーカルがフィーチャーされているが、ハーンは正式なレコーディングを行うことなく1997年に死去したため、本作では1996年の歌唱のサンプリングが使用された。なお、この曲のインストゥルメンタル・パートは、マーティン・スコセッシの監督映画『ギャング・オブ・ニューヨーク』のサウンドトラックで使用された。

## 反響・評価
母国イギリスでは全英アルバムチャートで5週トップ100入りして最高11位を記録し、シングル・カットされた「モア・ザン・ディス」は全英シングルチャートで47位に達した。アメリカでは9週Billboard 200入りして最高9位を記録し、自身3作目の全米トップ10アルバムとなった。
イタリアでは2002年9月26日付のアルバム・チャートで1位を獲得し、6週連続でトップ20入りする大ヒットとなって、同国のシングル・チャートでは「ザ・バリー・ウィリアムズ・ショウ」が10位、「モア・ザン・ディス」が39位、「グローイング・アップ」が35位に達した。
収録曲「ザ・バリー・ウィリアムズ・ショウ」は、第45回グラミー賞で最優秀男性ロック・ボーカル・パフォーマンス賞にノミネートされた。Stephen Thomas Erlewineはオールミュージックにおいて5点満点中3点を付け「第一印象としては、単に『Us』の穏やかでダークな路線を継承したように感じられたが、ガブリエルは本作で闇、悲嘆、瞑想をより深く掘り下げており、それによって妥協なき作品となったことは評価すべき」と評している。また、Alexis Petridisは2002年9月20日付の『ガーディアン』紙のレビューで5点満点中3点を付け「10年ぶりのアルバムとしては驚くべきことでないが、過剰に作り込まれている。10曲中9曲は6分を超える長さである」「アレンジに関しては、ガブリエルが止め所を考えずサウンドや参加ミュージシャンを積み重ね続けたかのように大げさである」と評している。

## 収録曲
全曲ともピーター・ガブリエル作。
1. ダークネス - "Darkness" - 6:51
2. グローイング・アップ - "Growing Up" - 7:33
3. スカイ・ブルー - "Sky Blue" - 6:37
4. ノー・ウェイ・アウト - "No Way Out" - 7:53
5. アイ・グリーヴ - "I Grieve" - 7:24
6. ザ・バリー・ウィリアムズ・ショウ - "The Barry Williams Show" - 7:16
7. マイ・ヘッド・サウンズ・ライク・ザット - "My Head Sounds Like That" - 6:29
8. モア・ザン・ディス - "More Than This" - 6:02
9. シグナル・トゥ・ノイズ - "Signal to Noise" - 7:36
10. ザ・ドロップ - "The Drop" - 3:01

### 日本盤CD (VJCP-68450/51)ボーナス・ディスク
1. ザ・バリー・ウィリアムズ・ショウ (Unadulterated Radio Edit) - "The Barry Williams Show (Unadulterated Radio Edit)" - 4:44
2. マイ・ヘッド・サウンズ・ライク・ザット（ロイクソップ Remix） - "My Head Sounds Like That (Royksopp Remix)" - 8:22
3. "Cloudless (Radio Edit)" - 4:08

## 参加ミュージシャン
- ピーター・ガブリエル - ボーカル、ピアノ、オルガン、キーボード、メロトロン、ハーモニウム、クロタル、タムタム、エレクトロニクス、サンプラー、ストリングス・アレンジ、ブラス・アレンジ、ギター(on #4)、ベース(on #4)
- ヌスラト・ファテー・アリー・ハーン - ボーカル(on #9)
- デヴィッド・ローズ - ギター(on #3, #4, #5, #6, #7, #8, #9)、バッキング・ボーカル(on #2, #3, #6, #9)
- ピーター・グリーン - ギター(on #3)
- ダニエル・ラノワ - ギター、パーカッション(on #3)
- リチャード・エヴァンス - リコーダー(on #4)、ギター(on #5)
- トニー・バーグ - ギター(on #7)
- デヴィッド・サンシャス - ハモンドオルガン(on #3)
- ミッチェル・フルーム（英語版） - ピアノ(on #4)
- トニー・レヴィン - ベース(on #1, #3, #4, #5, #6, #7, #8)
- ダニー・トンプソン - ダブル・ベース(on #4)
- マヌ・カチェ - ドラムス(on #1, #2, #3, #5, #6, #7)
- デイヴ・パワー - ドラムス(on #1)
- ゲド・リンチ - ドラムス(on #2, #6, #8)、パーカッション(on #1, #2, #3, #4, #5, #8, #9)
- ドミニク・グリーンスミス - ドラムス(on #4, #8)
- スティーヴ・ガッド - ドラムス(on #4, #9)、パーカッション(on #9)
- リチャード・チャペル - プログラミング(all songs)、パーカッション(on #1)、ループ(on #6, #7)
- ドミニク・マフト - パーカッション(on #1, #7)
- ホッサム・ラムジー - タブラ(on #4)、パーカッション(on #7)
- ウィル・ホワイト - パーカッション(on #5)
- Assane Thiam - パーカッション(on #7)
- The Dhol Foundation - ドール・ドラム(on #9)
- アレックス・スウィフト - アディショナル・プログラミング(on #1, #2, #3)
- ピート・デイヴィス - アディショナル・プログラミング(on #2)
- クリス・ヒューズ - ドラム・プログラミング(on #4)
- チャック・ノーマン - プログラミング(on #5)、ブリッジ・ストリングス(on #5)
- チャド・ブレイク - テープ・スクラッチング(on #2)、グルーヴ・トリートメント(on #6)
- L・シャンカル - ヴァイオリン(on #5)
- ジョン・ブライオン - マンドリン、チェンバリン(on #8)
- ザ・ロンドン・セッション・オーケストラ - ストリングス(on #1, #9)
- ウィル・グレゴリー - ストリングス・アレンジ(on #1, #9)
- Christian Lechevretel - トランペット(on #6)
- ブラック・ダイク・バンド - ブラス(on #7)
- ボブ・エズリン、エドワード・シェアマー - ブラス・アレンジ(on #7)
- A.D.シヴァース - バッキング・ボーカル(on #2)
- ブラインド・ボーイズ・オブ・アラバマ - ・バッキング・ボーカル(on #3, #8)
- メラニー・ガブリエル - バッキング・ボーカル(on #3, #8)
- サリー・ラーキン - バッキング・ボーカル(on #6)